# Torbern Bille (rigsråd)
 For alternative betydninger, se Torbern Bille. (Se også artikler, som begynder med Torbern Bille)
Torbern Bille (død 25. november 1465) var en dansk rigsråd.
Han var søn af Bent Bille til Solbjerg og Allinge og Ingerd Torbernsdatter (Galen).
Foruden Allinge, som han arvede efter sin fader, ejede han Søholm og Skullerupholm, som han med meget mere jordegods fik af sin frues morbroder, hr. Steen Basse, samt Svanholm, som han købte 1452, og Egede, som han giftede sig til.
Han var i 1440 en anset mand, thi han har dette år forseglet det slesvigske lensbrev. 1442 var han ridder. I året 1450 sendtes han med en del andre rigsråder til mødet med de svenske i Halmstad. Kort efter nævnes han første gang som lensmand på Abrahamstrup, hvilket len først 3 år efter hans død blev indløst fra hans enke.
Torbern Bille døde 25. november 1465 og blev begravet i Antvorskov Kloster. Han var 2 gange gift, 1. med Beate Axelsdatter (Thott), søster til de berømte 9 Axelsønner; da hun var død i første barselseng, ægtede han Sidsel Ovesdatter Lunge til Egede, ved hvem han blev fader til 14 børn og stamfader til hele den senere, talrige Bille-slægt. Hun døde først 1503.